# Акилле Лауро (певец)
Лауро Де Маринис (итал. Lauro De Marinis; род. 11 июля 1990, Верона, Венеция), профессионально известный как Акилле Лауро (итал. Achille Lauro) — итальянский певец, рэпер и автор песен. Он известен как один из постоянных участников фестиваля итальянской музыки в Сан-Ремо: он впервые принял участие в 2019 году исполнив песню «Rolls Royce», затем участвовал в 2020 году с песней «Me ne frego», а на фестивале 2022 года он исполнил песню «Domenica» совместно с Гарлемским госпел-хором. Одержав победу на конкурсе Una Voce per San Marino с песней «Stripper». Представитель Сан-Марино на конкурсе песни «Евровидение-2022» в Турине.

## Биография

### Ранние годы
Лауро Де Маринис родился 11 июля 1990 года в Вероне в семье Никола, магистрата кассационного суда родом из Гравина-ин-Пулья, и Кристины Замбон. Он вырос в Риме и в возрасте 14 лет решил переехать к своему старшему брату Федерико, который был продюсером группы Quarto Blocco; таким образом он отдалился от своей семьи, которая переехала в другой город. Благодаря своему брату Лауро присоединился к музыкальному кругу Quarto Blocco и вошёл в мир андеграундного рэпа и панк-рока. В это же время он решил взять себе сценическое имя, остановившись на «Акилле Лауро». Позже он говорил, что этот выбор был обусловлен тем, что многие ассоциировали его имя с фамилией неаполитанского судовладельца.

### Карьера
Он выпустил свой дебютный альбом Achille Idol Immortale в 2014 году, за ним последовало ещё семь других студийных альбомов. В 2019 году он принял участие в фестивале в Сан-Ремо с песней «Rolls Royce», а в 2020 году — с «Me ne frego». Он также был постоянным гостем на мероприятии 2021 года. В том же году Лауро выпустил сингл «Solo noi» и альбом Lauro (переизданный в 2022 году как Lauro: Achille Idol Superstar). Рэпер является автором автобиографического текста Sono io Amleto (2019) и короткого рассказа в стихах 16 marzo : l’ultima notte. В 2021 году он сыграл самого себя в фильме Anni da cane Фабио Молло, записав для фильма песню «Io e te». В 2022 году он вернулся на фестиваль в Сан-Ремо с песней «Domenica», которую исполнил вместе с Гарлемским госпел-хором. Сразу после участия в фестивале в Сан-Ремо принял участие в конкурсе Una Voce per San Marino с песней «Stripper», где одержал победу и получил право представлять Сан-Марино на конкурсе песни «Евровидение-2022» в Турине.

### Музыкальный стиль
Лауро неоднократно заявлял, что ему не близки вкусы итальянского рэпа, так как он не любит, когда его пытаются оценивать по стереотипным стандартам уличного рэпера — он всегда отклонялся от канонического образа хип-хоп артистов, вызывая скандал своей эксцентричной эстетикой в одежде. Лауро говорил, что является большим поклонником Баско Росси, Курта Кобейна, Элвиса Пресли и The Beatles, а также называл Лучо Баттисти и Рино Гаэтано среди исполнителей повлиявших на него.

## Дискография

### Студийные альбомы
| Название                                                        | Детали                                                                                              | Высшие позиции в чартах | Сертификации        |
| Название                                                        | Детали                                                                                              | ITA                     | Сертификации        |
| --------------------------------------------------------------- | --------------------------------------------------------------------------------------------------- | ----------------------- | ------------------- |
| Achille Idol Immortale                                          | - Выпущен: 27 февраля 2014 - Лейбл: Roccia, Universal - Формат: CD, цифровая дистрибуция            | —                       |                     |
| Dio c'è                                                         | - Выпущен: 25 мая 2015 - Лейбл: Roccia, Universal - Формат: CD, цифровая дистрибуция                | 19                      |                     |
| Ragazzi madre                                                   | - Выпущен: 11 ноября 2016 - Лейбл: No Face - Формат: CD, цифровая дистрибуция                       | 22                      | - FIMI: Gold        |
| Pour l’amour                                                    | - Выпущен: 22 июня 2018 - Лейбл: Sony - Формат: CD, цифровая дистрибуция, стриминг                  | 4                       | - FIMI: Gold        |
| 1969 (в 2020 году переиздан как 1969: Achille Idol Rebirth)     | - Выпущен: 12 апреля 2019 - Лейбл: Sony - Формат: CD, LP, цифровая дистрибуция, стриминг            | 3                       | - FIMI: 2× Platinum |
| 1990                                                            | - Выпущен: 24 июля 2020 - Лейбл: Elektra, Warner - Формат: CD, LP, цифровая дистрибуция, стриминг   | 1                       | - FIMI: Gold        |
| 1920                                                            | - Выпущен: 4 декабря 2020 - Лейбл: Elektra, Warner - Формат: CD, LP, цифровая дистрибуция, стриминг | 13                      |                     |
| Lauro (в 2022 году переиздан как Lauro: Achille Idol Superstar) | - Выпущен: 16 апреля 2021 - Лейбл: Elektra, Warner - Формат: CD, LP, цифровая дистрибуция, стриминг | 1                       | - FIMI: Gold        |

### Мини-альбомы
| Название    | Детали                                                                   | Высшие позиции в чартах |
| Название    | Детали                                                                   | ITA                     |
| ----------- | ------------------------------------------------------------------------ | ----------------------- |
| Young Crazy | - Выпущен: 28 апреля 2015 - Лейбл: Roccia - Формат: цифровая дистрибуция | —                       |

### Микстейпы
| Название | Детали                                                                             | Высшие позиции в чартах |
| Название | Детали                                                                             | ITA                     |
| -------- | ---------------------------------------------------------------------------------- | ----------------------- |
| Barabba  | - Выпущен: 14 апреля 2012 - Лейбл: Honiro, Roccia - Формат: цифровая дистрибуция   | —                       |
| Harvard  | - Выпущен: 17 сентября 2012 - Лейбл: Honiro, Roccia - Формат: цифровая дистрибуция | —                       |

### Синглы

#### Как ведущий исполнитель
| Сингл                                                                    | Год  | Высшие позиции в чартах | Сертификации        | Альбом                        |
| Сингл                                                                    | Год  | ITA                     | Сертификации        | Альбом                        |
| ------------------------------------------------------------------------ | ---- | ----------------------- | ------------------- | ----------------------------- |
| «Amore mi»                                                               | 2017 | 49                      | - FIMI: Gold        | Pour l’amour                  |
| «Non sei come me»                                                        | 2017 | 35                      |                     | Pour l’amour                  |
| «Thoiry Remix» (featuring Gemitaiz, Quentin40 and Puritano)              | 2018 | 36                      | - FIMI: 2× Platinum | Pour l’amour                  |
| «Midnight Carnival» (featuring Gow Tribe and Boss Doms)                  | 2018 | 90                      |                     | Pour l’amour                  |
| «Ammò» (featuring Clementino and Rocco Hunt)                             | 2018 | 59                      |                     | Pour l’amour                  |
| «Mamacita» (featuring Vins)                                              | 2018 | 84                      |                     | Pour l’amour                  |
| «Rolls Royce»                                                            | 2019 | 4                       | - FIMI: Platinum    | 1969                          |
| «C’est la vie»                                                           | 2019 | 27                      | - FIMI: 2× Platinum | 1969                          |
| «1969» (featuring Boss Doms and Frenetik & Orang3)                       | 2019 | —                       | - FIMI: Platinum    | 1969                          |
| «Delinquente»                                                            | 2019 | —                       |                     | 1969                          |
| «1990»                                                                   | 2019 | 49                      | - FIMI: Platinum    | 1990                          |
| «Me ne frego»                                                            | 2020 | 4                       | - FIMI: 2× Platinum | 1969: Achille Idol Rebirth    |
| «16 marzo»                                                               | 2020 | 9                       | - FIMI: Platinum    | 1969: Achille Idol Rebirth    |
| «Bam Bam Twist» (featuring Gow Tribe and Frenetik & Orang3)              | 2020 | 19                      | - FIMI: 3× Platinum | 1969: Achille Idol Rebirth    |
| «Maleducata»                                                             | 2020 | 46                      | - FIMI: Platinum    | 1969: Achille Idol Rebirth    |
| «Jingle Bell Rock» (featuring Аннализа (певица))                         | 2020 | —                       |                     | 1920                          |
| «Solo noi»                                                               | 2021 | 36                      | - FIMI: Gold        | Lauro                         |
| «Marilù»                                                                 | 2021 | 54                      | - FIMI: Platinum    | Lauro                         |
| «Mille» (with Fedez and Берти, Ориетта)                                  | 2021 | 1                       | - FIMI: 6× Platinum | Disumano (Fedez)              |
| «Latte+»                                                                 | 2021 | —                       |                     | Lauro                         |
| «Io e te»                                                                | 2021 | —                       |                     | Lauro: Achille Idol Superstar |
| «Domenica»                                                               | 2022 | 10                      |                     | Lauro: Achille Idol Superstar |
| «Stripper»                                                               | 2022 | —                       |                     | Неальбомный сингл             |
| «—» означает, что сингл не попал в чарт страны или не был в ней выпущен. |      |                         |                     |                               |